# Radaczewo
Radaczewo es un pueblo perteneciente a la gmina Choszczno, powiat de Choszczno, voivodato de Pomerania Occidental, Polonia.

## Superficie
Cuenta con una superficie de 12,84 kilómetros cuadrados.

## Demografía
Hasta 2021 la población era de 243 habitantes, con una densidad de población de 18,93 habitantes por kilómetro cuadrado. El 49,4% conformada por hombres y el 50,6% por mujeres. De estos, el 14,4% corresponden a menores de edad de 0-17 años, 62,1% a personas entre 18-64 años y el 23,5% a personas de 65 o más años.
| Gráfica de evolución demográfica de Radaczewo entre 2011 y 2021 |
|                                                                 |
| Datos según City Population.                                    |